# ルーザーガール
「ルーザーガール」は、ツユの楽曲。5作目の配信限定シングルとして2020年12月28日に各音楽配信サービスにてリリースされた。
真っ白なキャンバスへの提供楽曲でもあり、2021年2月24日に発売された同グループのメジャーデビューアルバム『共創』に収録された。

## 概要
ミュージックビデオは、2020年12月26日にYouTube上に投稿された。
真っ白なキャンバスバージョンのミュージックビデオも存在しており、同年12月25日に投稿された。

## 収録内容
| #         | タイトル           | 作詞・作曲 | 編曲      | 時間 |
| --------- | ------------------ | ---------- | --------- | ---- |
| 1.        | 「ルーザーガール」 | ぷす       | ぷす      | 3:17 |
| 合計時間: | 合計時間:          | 合計時間:  | 合計時間: | 3:17 |